# David Sylvian
David Sylvian, właśc. David Alan Batt (ur. 23 lutego 1958 w Beckenham w hrabstwie Kent) – angielski wokalista, kompozytor i instrumentalista. 
Pierwsze sukcesy odnosił z noworomantyczną grupą Japan. Po jej rozpadzie rozpoczął działalność solową. Współpracował z takimi wykonawcami jak Robert Fripp, Ryūichi Sakamoto, Holger Czukay czy też (pod szyldem Nine Horses) Burnt Friedman.

## Dyskografia solowa
- 1984 Brilliant Trees
- 1985 Alchemy: An Index of Possibilities
- 1986 Gone to Earth
- 1987 Secrets of the Beehive
- 1988 Plight and Premonition  – z Holgerem Czukayem
- 1989 Flux and Mutability  – z Holgerem Czukayem
- 1989 Weatherbox
- 1991 Ember Glance: The Permanence Of Memory  – z Russellem Millsem
- 1993 The First Day – z Robertem Frippem
- 1994 Damage: Live  – z Robertem Frippem
- 1999 Dead Bees on a Cake
- 1999 Approaching Silence
- 2000 Everything and Nothing
- 2002 Camphor
- 2003 Blemish
- 2005 The Good Son vs. The Only Daughter – remiksy
- 2005 Snow Borne Sorrow by Nine Horses - ze Steve'em Jansenem i Burntem Friedmanem
- 2007 Money for All by Nine Horses  - ze Steve'em Jansenem i Burntem Friedmanem
- 2007 When Loud Weather Buffeted Naoshima
- 2009 Manafon
- 2010 Sleepwalkers  (remix compilation CD)
- 2011 Died in the Wool  - (Manafon variations)
- 2012 Uncommon Deities- z Jan Bang, Erikiem Honoré, Arve Henriksenem i Sidsel Endresen
- 2013 Wandermüde  -z Stephanem Mathieu
- 2014:There's a Light That Enters Houses with No Other House in Sight
- 2015: Playing the schoolhouse -z Janem Bang, Otomo Yoshihide, Toshimaru Nakamurą
- 2017 There is no love  - z Rhodri Daviesem, Markiem Wastell